# Zentralverband der Deutschen Goldschmiede und Silberschmiede
Der Zentralverband der Deutschen Goldschmiede und Silberschmiede e.V. ist der deutsche Dachverband der deutschen Goldschmiede und Silberschmiede. Er ist Nachfolger des Reichsinnungsverbandes für das Juwelier-, Gold- und Silberschmiedehandwerk. Der Sitz des Vereins ist Cottbus. Der Verband ist im Vereinsregister eingetragen. Er koordiniert die unterschiedlichen Auffassungen innerhalb der Branche. Er ist die Interessenvertretung seiner Mitglieder.

## Aufgaben
Der Verein hat die Aufgabe
- die Interessen der Fachgebiete wahrzunehmen, für die er gebildet ist, national und international.
- die angeschlossenen Landesinnungsverbände und die Handwerksinnungen in der Erfüllung ihrer gesetzlichen und satzungsgemäßen Aufgaben zu unterstützen,
- den Behörden Anregungen und Vorschläge zu unterbreiten sowie ihnen auf Verlangen Gutachten zu erstatten.
- Er ist befugt, Fachschulen und Fachkurse einzurichten oder zu fördern sowie Abschlussprüfungen bzw. Weiterbildungsprüfungen abzuhalten.
- Er bildet Prüfungsausschüsse, die Prüfungen zu Sachgebieten in der Fort- und Weiterbildung für Gold- und Silberschmiede sowie artverwandter Berufe abnehmen und beurkunden.
- Er bildet einen Sachverständigenrat. Der Sachverständigenrat besteht aus den Mitgliedern des von der Mitgliederversammlung gewählten Sachverständigenreferats und vom Sachverständigenreferat und/oder dem Präsidium ernannten branchenzugehörigen Sachverständigen. Der Sachverständigenrat kann branchenangehörige Sachverständige nach Fortbildungen, welche vom Referat Sachverständigenwesen organisiert und durchgeführt werden, für die Dauer von zwei Jahren akkreditieren. Der Sachverständigenrat kann Symposien veranstalten, um Themen der Sachkunde zu beraten.

Der Zentralverband kann ferner die wirtschaftlichen, sozialen und kulturellen Interessen der den angeschlossenen Landesinnungsverbänden und Handwerksinnungen angehörenden Mitglieder fördern. Zu diesem Zweck kann er insbesondere
- Einrichtungen zur Erhöhung der Leistungsfähigkeit der Betriebe, vor allem in technischer und betriebswirtschaftlicher Hinsicht schaffen und unterstützen.
- Den gemeinschaftlichen Einkauf und die gemeinschaftliche Übernahme von Lieferungen und Leistungen durch die Bildung von Genossenschaften, Arbeitsgemeinschaften oder auf sonstige Weise im Rahmen der allgemeinen Gesetze fördern,
- Tarifverträge abschließen,
- Die fachwissenschaftliche Forschung und die Fachpresse unterstützen.

Der Verein vertritt die Mitglieder in allen grundsätzlichen Positionen nach außen und bildet den „runden Tisch“ für die Formulierung der gemeinsamen Politik und den Interessenausgleich aller Beteiligten und Mitglieder. Seine Fachgebiete umfassen die Belange
- des Goldschmiedehandwerks
- des Silberschmiedehandwerks
- der Juweliere und der artverwandten Berufe gemäß HwO, z. B. Edelsteinfasser

## Geschichte
Der Zentralverband wurde am 25. September 1900 während der konstituierenden Sitzung des „Deutschen Goldschmiedeverbandes zur Wahrung berechtigter Interessen“ gegründet. Mitglieder des Gründungsausschusses waren unter anderem der Juwelier Hugo Meschke (Leipzig; anschließend Verbandsvorsitzender), Eisenach (Berlin), Sambach (Berlin), O. M. Werner (Berlin), Sy & Wagner (Berlin), Rudolf Menzel (Berlin), Rudolf Lutter (Berlin), Paul Haase (Berlin), Hugo Schaper (Berlin), Hermann Walter sowie Wratzke & Steiger (Arthur Wratzke, Halle). Der Verband wurde in das Vereinsregister in Leipzig eingetragen.
1974 gründeten die damals Verantwortlichen im Zentralverband unter dem damaligen Präsidenten Werner Fischer das Fortbildungszentrum Ahlen.

## ZV-Präsidenten
- 1900–1914: Wilhelm Fischer, Berlin
- 1915–1919: O. M. Werner, Berlin
- 1919–1922: Rudolf Menzel, Berlin
- 1922–1931: F. R. Wilm, Berlin
- 1931–1933: Albert Schrader, Hamburg
- 1933–1935: Wille Heinecke, Magdeburg
- 1935–1939: Fritz Flamm, Berlin
- 1939–1945: Bernhard Lühn, Münster
- 1949–1952: Günter Winkler (Ehrenpräsident), Augsburg
- 1952–1957: Arnold Wächter, Braunschweig
- 1957–1971: Heinz Mohr (Ehrenpräsident) Köln
- 1971–1980: Werner Fischer (Ehrenpräsident), Ahlen
- 1980–1990: Hans Bergner (Ehrenpräsident) Bremen
- 1990–1991: Eberhard Rullkötter, Wolfenbüttel
- 1991–2000: Hans Klinkhammer (Ehrenpräsident), Münster
- 2000–2012: Hans-Jürgen Wiegleb (Ehrenpräsident), Wolfsburg
- 2012–2020 Hans-Ulrich Jagemann (Ehrenpräsident) Brandenburg
- seit 2020  Michael Seubert

## Mitglieder
Stand 2024

### Baden-Württemberg
- Gold- und Silberschmiede-Innung Freiburg-Südbaden[3]
- Innung der Goldschmiede, Silberschmiede und Juweliere Heidelberg-Mannheim[4]
- Gold- und Silberschmiede-Innung Stuttgart-Heilbronn-Reutlingen[5]

### Bayern
- Landesinnungsverband Bayern für das Gold- und Silberschmiedehandwerk[6]
- Gold- und Silberschmiede-Innung Niederbayern / Oberpfalz[7]
- Innung der Gold- und Silberschmiede München und Oberbayern[8]
- Uhrmacher-, Gold- und Silberschmiede-Innung Oberfranken

### Berlin
- Gold- und Silberschmiede-Innung Berlin[9]

### Brandenburg
- Landesinnung der Gold- und Silberschmiede Brandenburg[10]

### Bremen
- Innung des Gold- und Silberschmiedehandwerks sowie Juweliere Bremen[11]

### Hamburg
- Gold- und Silberschmiede-Innung Hamburg[12]

### Hessen
- Gold- und Silberschmiede-Innung sowie der Juweliere Frankfurt am Main[13]

### Mecklenburg-Vorpommern
- Gold- und Silberschmiede-Innung Ostmecklenburg-Vorpommern[14]

### Niedersachsen
- Landesinnungsverband der Goldschmiede, Silberschmiede und Juweliere Niedersachsen[15]
- Juwelier-, Gold- und Silberschmiede-Innung Braunschweig[16]
- Gold- und Silberschmiede-Innung Hannover[17]
- Juwelier-, Gold- und Silberschmiede-Innung Osnabrück-Emsland[18]
- Juwelier-, Gold- und Silberschmiede-Innung Hildesheim-Göttingen[19]

- Gold- und Silberschmiede Innung Oldenburg – Ostfriesland

Einzel-Innungen
- Gold- und Silberschmiede-Innung Bonn-Rhein-Sieg[20]
- Juwelier-, Gold- und Silberschmiede-Innung Dortmund[21]
- Innung für Gold- und Silberschmiede – sowie Uhrmacherhandwerk Essen[22]
- Gold- und Silberschmiede-Innung Münster[23]
- Gold- und Silberschmied-Innung Niederrhein[24]
- Uhrmacher-, Gold- und Silberschmiede-Innung Oberfranken[25]
- Gold-, Silberschmiede und Graveur-Innung der Pfalz
- Gold- und Silberschmiede-Innung Mittelrhein[26]

### Sachsen
- Goldschmiedeinnung Chemnitz[27]
- Innung der Gold- und Silberschmiede Dresden & Oberlausitz und Leipzig[28]

### Sachsen-Anhalt
- Innung der Juweliere, Gold- und Silberschmiede Halle/Saale[29]

### Schleswig-Holstein
- Innung des Gold- und Silberschmiede-Innung Schleswig-Holstein[30]

### Thüringen
- Landesinnung Thüringen der Gold- und Silberschmiede[31]